# O Rouxinol da Galileia
O Rouxinol da Galileia foi uma telenovela brasileira produzida e exibida pela extinta TV Tupi entre 1 de abril a junho de 1968, às 18:45 horas. Anunciada como a primeira telenovela bíblica, foi lançada nas proximidades da Semana Santa, o que lhe garantiu relativa repercussão. Seu texto original foi escrito por Júlio Atlas e direção de Wanda Kosmo .

## Sinopse
A Judia Míriam, ao ver o sofrimento de Cristo na cruz,  ficara surda e muda. O Profeta Simeão recebe a mensagem de que ela só voltará a falar e ouvir quando forem quebrados três vasos especiais. Entretanto, ninguém sabe quais são.

## Elenco
- Lima Duarte como Simeão
- Patrícia Mayo com Míriam
- Vida Alves como Cláudia Pilatos
- Rildo Gonçalves
- Laura Cardoso como Maria
- Wilson Fragoso como Jesus Cristo
- Paulo Figueiredo
- Ademir Rocha
- Carlos Duval
- Thilde Francheschi
- Aldo César
- Araken Saldanha